# Breviceps
A Breviceps a kétéltűek (Amphibia) osztályába és  a békák (Anura) rendjébe tartozó  nem. A Brevicipitidae család korábban a szűkszájúbéka-félék (Microhylidae) család Brevicipitinae alcsaládját alkotta. Újabb vizsgálatok szerint viszont a monofiletikus családot alkotó öt nemzetség az afrikai békák egy nagyobb leszármazási vonalához tartozik a lapátorrúbéka-félék (Hemisotidae), a mászóbékafélék (Hyperoliidae) és az Arthroleptidae családokkal együtt.

## Jellemzői
A Breviceps nemhez tartozó fajok hím és nőstény egyedei között óriási a testméretkülönbség. A hímek annyival kisebbek, végtagjaik annyira rövidek testméretükhöz képest, hogy párzás közben képtelenek átölelni a nőstényt. Ezért bőrük tapadós váladékot bocsát ki, amely segítségével párosodás közben a nőstényhez tapadhat. A nagyjából gömbölyű petéket föld alatti üregekbe rejtik. A teljes mértékben kifejlett fiatal egyedek közvetlenül a petéből kelnek ki. A kládot jellemző tulajdonságok: a csontosodott homlokcsont hiánya, rendkívül rövid fej, közvetlen kifejlődés.

## Rendszerezés
A nembe tartozó fajok:
- Breviceps acutirostris Poynton, 1963
- kurtafejű esőbéka (Breviceps adspersus) Peters, 1882
- Breviceps bagginsi  Minter, 2003
- Breviceps branchi Channing, 2012
- Breviceps carruthersi Du Preez, Netherlands, and Minter, 2017
- Breviceps fichus Channing & Minter, 2004
- Breviceps fuscus Hewitt, 1925
- Breviceps gibbosus (Linnaeus, 1758)
- Breviceps macrops Boulenger, 1907
- Breviceps montanus Power, 1926
- kelet-afrikai kurtafejűbéka (Breviceps mossambicus) Peters, 1854
- Breviceps namaquensis Power, 1926
- Breviceps passmorei Minter, Netherlands, and Du Preez, 2017
- Breviceps pentheri Werner, 1899
- Breviceps poweri Parker, 1934
- Breviceps rosei Power, 1926
- Breviceps sopranus Minter, 2003
- Breviceps sylvestris FitzSimons, 1930
- Breviceps verrucosus Rapp, 1842